# Aribert Rödel
Aribert Otto Rödel (* 5. August 1898 in Köthen; † 20. September 1965 in Essen) war ein deutscher Architekt.

## Leben
Aribert Rödel, Sohn eines Kaufmanns, besuchte das humanistische Gymnasium in Köthen. Nach dem Abitur nahm er von 1917 bis Ende 1918 an der Westfront als Kriegsfreiwilliger im Magdeburgischen Pionier-Bataillon Nr. 4 am Ersten Weltkrieg teil, zuletzt als Vizefeldwebel und Bataillonsadjutant. Ausgezeichnet mit dem Eisernen Kreuz II. Klasse, wurde er nach Kriegsende mit dem Offizierspatent entlassen. Ab 1919 studierte er Architektur an den Technischen Hochschulen München und Stuttgart. 1919 wurde er Mitglied des Corps Rheno-Palatia München.
Bereits ab 1922 war Rödel als Chefarchitekt in größeren Ateliers tätig. Als Meisterschüler von Paul Bonatz erhielt er 1923 die Leitung der Siedlungsabteilung beim Stadtsiedlungsamt der Stadt Essen. Nach dem bestandenen zweiten Staatsexamen wurde er zum Regierungsbaumeister (Assessor in der öffentlichen Bauverwaltung) ernannt, entschied sich jedoch bald gegen eine Laufbahn als Baubeamter. Er machte sich selbständig und gründete 1925 zusammen mit Alfred Wahl die Architektengemeinschaft Wahl & Rödel, Regierungsbaumeister a. D., Architekten BDA in Essen, die ihren Arbeitsschwerpunkt in Entwurf und Bauleitung von Schulen, Verwaltungsgebäuden, Krankenhäusern, Kirchen sowie Privat- und Siedlungsbauten hatte.
Nach dem Zweiten Weltkrieg führte Rödel im Rahmen des Wiederaufbaus zahlreiche Projekte für Wohnungsbaugesellschaften im Ruhrgebiet durch.

## Werk

### Bauten
- Comenius-Gymnasium in Datteln, 1929
- Wohnhaus Fürstendamm 68 in Berlin-Frohnau, 1930
- Gymnasium in Geldern (nach Wettbewerb)
- Oberrealschule in Moers
- Rektoratsschule in Horst (Emscher)
- Oberlyzeum in Bocholt
- Volksschule in Friedrichsfeld (Niederrhein)
- Volksschule in Kellen bei Kleve
- Kirche St. Elisabeth und Pfaukloster in Wiesbaden
- Kirche St. Willibrord in Kellen bei Kleve[2]
- Gemeindeverwaltungsgebäude in Erkenschwick
- mehrere Hochwasserpumpwerke des Ruhrverbands
- Krieger-Gedächtnis-Kreuzweg in Straelen
- Schutzmantel-Madonna in Kevelaer
- Inselgasthof unterhalb der Hohensyburg
- Realgymnasium in Viersen

### Wettbewerbsentwürfe
- Rathaus in Bochum
- Bebauung der Stadtmitte in Sterkrade
- Evangelische Kirche in Essen-Ost
- Katholische Kirche in Recklinghausen